# لورا مارکس
لورا مارکس (انگلیسی: Laura Marx; ۲۶ سپتامبر ۱۸۴۵ – ۲۵ نوامبر ۱۹۱۱) دختر دوم کارل مارکس و جنی فون وستفالن، مترجم و نویسنده اهل آلمان بود. وی در ۱۸۶۸ با پل لافارگ ازدواج کرد. این دو در سال ۱۹۱۱ در فرانسه خودکشی کردند.